# Hors-la-loi (film, 2010)
Pour l’article homonyme, voir Hors-la-loi (homonymie).
Pour plus de détails, voir Fiche technique et Distribution.
Hors-la-loi est un film algéro-français, un co-produit belgico-tunisien, réalisé par Rachid Bouchareb et sorti en 2010. Ce film fait suite au succès Indigènes qui avait reçu le Prix d'interprétation masculine lors du Festival de Cannes 2006, et est également sélectionné en compétition officielle pour le Festival de Cannes 2010. Il représente l'Algérie aux Oscars 2011 dans la catégorie du meilleur film en langue étrangère. Le film crée une grande polémique médiatique et des manifestations en France en mai 2010 à cause de l'histoire des massacres de Sétif, Guelma et Kherrata.
« Hors-la-loi » est la traduction française du terme arabe fellaga ou « rebelle », qui a été employé en France pour désigner les combattants indépendantistes durant la guerre d'Algérie (1954-1962),.

## Synopsis
À l'issue de la Seconde Guerre mondiale, sur le front de l'Ouest, les manifestations pour l'indépendance deviennent de plus en plus fréquentes en Algérie, jusqu'aux massacres de Sétif, Guelma et Kherrata, dans le Constantinois, à partir du 8 mai 1945. Les scènes finales évoquent le massacre du 17 octobre 1961 à Paris.

## Fiche technique
- Réalisation : Rachid Bouchareb
- Scénario : Rachid Bouchareb, Olivier Lorelle
- Costumes : Édith Vesperini
- Photographie : Christophe Beaucarne
- Montage : Yannick Kergoat
- Musique : Armand Amar
- Production :
  - Producteur délégué : Jean Bréhat
  - Coproducteurs : Olivier Dubois, Adrian Politowski, Gilles Waterkeyn
  - Production déléguée : Tessalit Productions (France)
  - Coproduction : Novak Production (Belgique), Motion Investment Group (Belgique), FDATIC (Algérie), Studiocanal (France), France 2 (France)
  - En association avec : Cinémage 4, Cofinova 6
- Sociétés de distribution : 
  - France : Studiocanal
  - Belgique : uDream
- Budget : 19,5 millions d'euros
- Pays d'origine :  Algérie,  France,  Belgique,  Tunisie
- Langue : français, arabe
- Format : couleur - 2,35:1
- Dates de sortie : 
  -  France : mai 2010 (Festival de Cannes 2010)
  -  France : 22 septembre 2010
  -  Algérie : 24 septembre 2010
- Tous publics avec avertissement

## Distribution
- Sami Bouajila : Abdelkader, le frère leader
- Roschdy Zem : Messaoud, le frère aîné
- Jamel Debbouze : Saïd
- Chafia Boudraa : la mère
- Bernard Blancan : le colonel Faivre, de la DST
- Sabrina Seyvecou : Hélène, la française pro-FLN
- Assaâd Bouab : Ali
- Thibault de Montalembert : Morvan
- Samir Guesmi : Otmani, l'ancien d'Indochine
- Jean-Pierre Lorit : Picot, le commissaire de police
- Ahmed Benaïssa : le père
- Larbi Zekkal : le caïd
- Louiza Nehar : Zohra, l'épouse de Messaoud
- Mourad Khen : Sanjak
- Mohamed Djouhri : l'entraîneur
- Mustapha Bendou : Brahim
- Abdelkader Secteur : Hamid
- Corentin Lobet : Gimenez
- Jean Reynès : Mattéï, l'imprimeur
- Régis Romele : le policier
- Stéphane Temkine : le curé
- Christian Crahay : le juge
- Mohamed Grayaâ : l'ouvrier Renault

## Accueil
Sorti le 22 septembre 2010, le film fait un très mauvais démarrage malgré un nombre de copies important (plus de 550). Hors-la-loi n'attire en effet que 195 242 spectateurs sur la première semaine, démarrant ainsi 5e au box-office de la semaine.

### Controverses
Avant même sa première projection, le film suscite un début de polémique à la suite de la déclaration de Rachid Bouchareb, où il indique que son film pourrait « rétablir une vérité historique confinée dans les coffres ». Le député UMP Lionnel Luca met en doute le film en s'appuyant sur une étude du service historique de la Défense, qui a relevé des erreurs historiques en se fondant sur un synopsis intermédiaire du film. Fin 2009, Hubert Falco, secrétaire d'État à la Défense et aux Anciens combattants, alerté par Luca, saisit le service historique de la Défense. Celui-ci répond que « le réalisateur veut faire croire au spectateur que le 8 mai 1945 à Sétif des musulmans ont été massacrés aveuglément par des Européens, or, ce jour-là, c'est le contraire qui s'est produit ». Luca déclare espérer que la Fondation pour la mémoire de la guerre d'Algérie sera rapidement mise en place « afin de mieux approcher la vérité ». Des cinéastes et des historiens écrivent, dans une tribune libre publiée dans Le Monde, que « le pire est à craindre quand le pouvoir politique veut écrire l'histoire que nos concitoyens iront voir demain sur nos écrans ».
Hubert Falco écrit « veiller, au nom de la défense de la mémoire, à ne pas cautionner ce film ».
En réaction à la diffusion du film, Thierry Mariani entre dans la polémique en déposant une proposition de loi (mort-née) pour faire reconnaître par la France « les souffrances subies par les citoyens français d'Algérie victimes de crimes contre l'humanité commis du 19 mars 1962 au 31 décembre 1963 du fait de leur appartenance ethnique, religieuse ou politique »,.

### Critiques par les historiens
Pour Benjamin Stora, historien spécialiste de la guerre d'Algérie, « la distorsion discrète de la vérité historique a beau répondre à un impératif de cinéma spectaculaire, à mi-chemin entre western et film policier d'action, elle noie la complexité des situations politiques dans la contemplation sidérée d'une violence pure. Mais cette critique à caractère historique, qui est sévère, je le concède, ne doit pas nous empêcher de voir que Hors-la-loi a le mérite de faire entendre un point de vue nouveau, différent, celui de l'ancien colonisé ou de l'immigré ; qu'il tente d'établir une généalogie de la violence coloniale en évoquant la dépossession des terres et la misère paysanne […] ; et qu'il installe dans son ancienneté l'immigration ouvrière algérienne en France ». Il rajoute lors d'un débat d'historiens à propos de la bataille de Sétif que « le premier mort de Sétif, c'est un Algérien. Il brandissait le drapeau [algérien] dans le cortège, et un commissaire de police lui a tiré une balle dans la tête ».
Pour Guy Pervillé, autre historien du nationalisme algérien et de la guerre d'Algérie, la distorsion entre la liberté du scénariste et la réalité historique est plus préoccupante, tout particulièrement dans la mise en scène du 8 mai 1945 à Sétif : « cette œuvre de « fiction », mais qui sera sans aucun doute perçue comme la révélation d'une vérité historique trop longtemps cachée par une bonne partie de son public, effacera tous les repères qui permettent encore, difficilement, de différencier ces deux genres. En conséquence, la vérité historique sera remplacée par le mythe ».
Jean Monneret, docteur en histoire et défenseur ardent de l'Algérie française, publie un livre intitulé La désinformation autour du film Hors-la-loi, dans lequel il affirme que le film est « une désinformation très précisément orientée », rejoignant d'une part « la propagande constante du FLN » et visant d'autre part à « mettre en condition [la population française] pour accepter les flux migratoires ininterrompus », dans le but de « faire croire que [la France] a à l'égard de l'Algérie et des autres territoires de l'empire une dette et que l'installation [en France] de leurs ressortissants est une nécessaire réparation historique ».

## Distinctions

### Récompenses
- Prix d'or lors du Festival du film arabe à Damas ;
- Prix d'or lors du Festival du film mondial à Damas.

### Nominations
- Nomination lors des Oscar pour le l'Oscar du meilleur film en langue étrangère.

### Sélections
- Sélection officielle en compétition lors du Festival de Cannes 2010[18].